# 26-та танкова дивізія (Третій Рейх)
26-та танкова дивізія (Третій Рейх) (нім. 26. Panzer-Division) — танкова дивізія Вермахту, що існувала у складі Сухопутних військ Німеччини в роки Другої світової війни.

## Історія
26-та танкова дивізія (Третій Рейх) сформована 14 вересня 1942 в Монсі на території Бельгії на фондах 26-ї панцергренадерської бригади, яка утворювалася за наказом ОКХ відповідно з особового складу 9-го та 67-го піхотних полків 23-ї піхотної дивізії.

## Райони бойових дій
- Бельгія (вересень — жовтень 1942);
- Франція (жовтень 1942 — липень 1943);
- Італія (липень 1943 — травень 1945).

## Командування

### Командири
- оберст, з 1 жовтня 1942 генерал-майор Сміло фон Лютвіц (нім. Smilo Freiherr von Lüttwitz) (14 вересня 1942 — 21 січня 1944);
- оберст Ганс Геккер (нім. Hans Hecker) (22 січня — 11 квітня 1944), ТВО;
- оберст, доктор Ганс Бельзен (нім. Hans Boelsen) (11 квітня — 7 травня 1944), ТВО;
- генерал-лейтенант Сміло фон Лютвіц (8 травня — 6 липня 1944);
- оберст Едуард Краземанн (нім. Eduard Crasemann) (6 — 18 липня 1944), ТВО;
- генерал-майор, доктор Ганс Бельзен (19 липня — 26 серпня 1944);
- оберст, з 1 жовтня 1944 генерал-майор Едуард Краземанн (27 серпня 1944 — 14 січня 1945);
- оберст Карл Штольброк (нім. Karl Stollbrock) (15 — 28 січня 1945), ТВО;
- оберст Альфред Кунерт (нім. Alfred Kuhnert) (29 січня — 28 лютого 1945), ТВО;
- генерал-лейтенант Віктор Ліннарц (нім. Viktor Linnarz) (1 березня — 8 травня 1945).

## Нагороджені дивізії
Нагороджені дивізії
Нагороджені Сертифікатом Пошани Головнокомандувача Сухопутних військ для військових формувань Вермахту за збитий літак противника
- 1 лютого 1944 — 1-ша рота 9-го панцергренадерського полку за дії 10 вересня 1943 (460);
- 1 серпня 1944 — 9 рота 9-го панцергренадерського полку за дії 13 травня 1944 (520);

|  | Кавалери Золотого Німецького Хреста                                                                      | 41 |
|  | Кавалери Срібного Німецького Хреста                                                                      | 7 |
|  | Кавалери Лицарського хреста Залізного хреста з Дубовим листям та Мечами                                  | 1 (№ 76 генерал-лейтенант Сміло фон Лютвіц — 04.07.1944)                                                                                         |
|  | Кавалери Лицарського хреста Залізного хреста з Дубовим листям                                            | 3 (№ 426 генерал-лейтенант Сміло фон Лютвіц — 16.03.1944 № 634 майор Пауль Еккер — 28.10.1944 № 683 генерал-майор Едуард Краземанн — 18.12.1944) |
|  | Кавалери Лицарського хреста Залізного хреста                                                             | 17, у тому числі 2 непідтверджені |
|  | Кавалери Почесної Відзнаки Сухопутних військ «Почесна пряжка на орденську стрічку для Сухопутних військ» | 19 |

- Нагороджені Сертифікатом Пошани Головнокомандувача Сухопутних військ (4)
- Нагороджені Сертифікатом Пошани Головнокомандувача Сухопутних військ за збитий літак противника (1)